# Dmitrij Rogozin

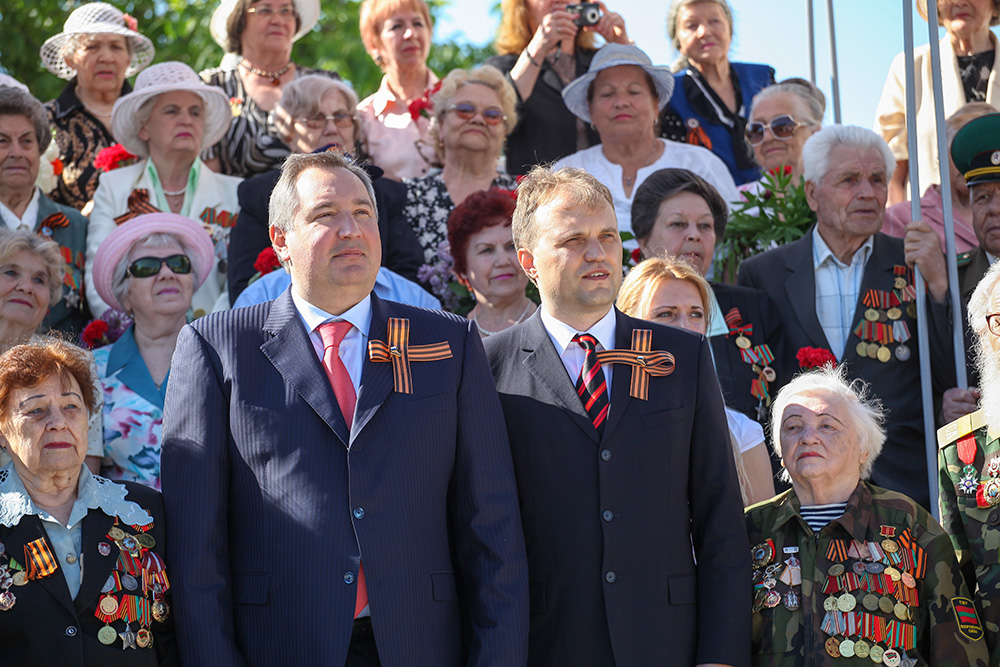
Dimitrij Rozosin (till vänster) och den dåvarande ledaren för Transnistrien Jevgenij Sjevtjuk (till höger) i Tiraspol 2013

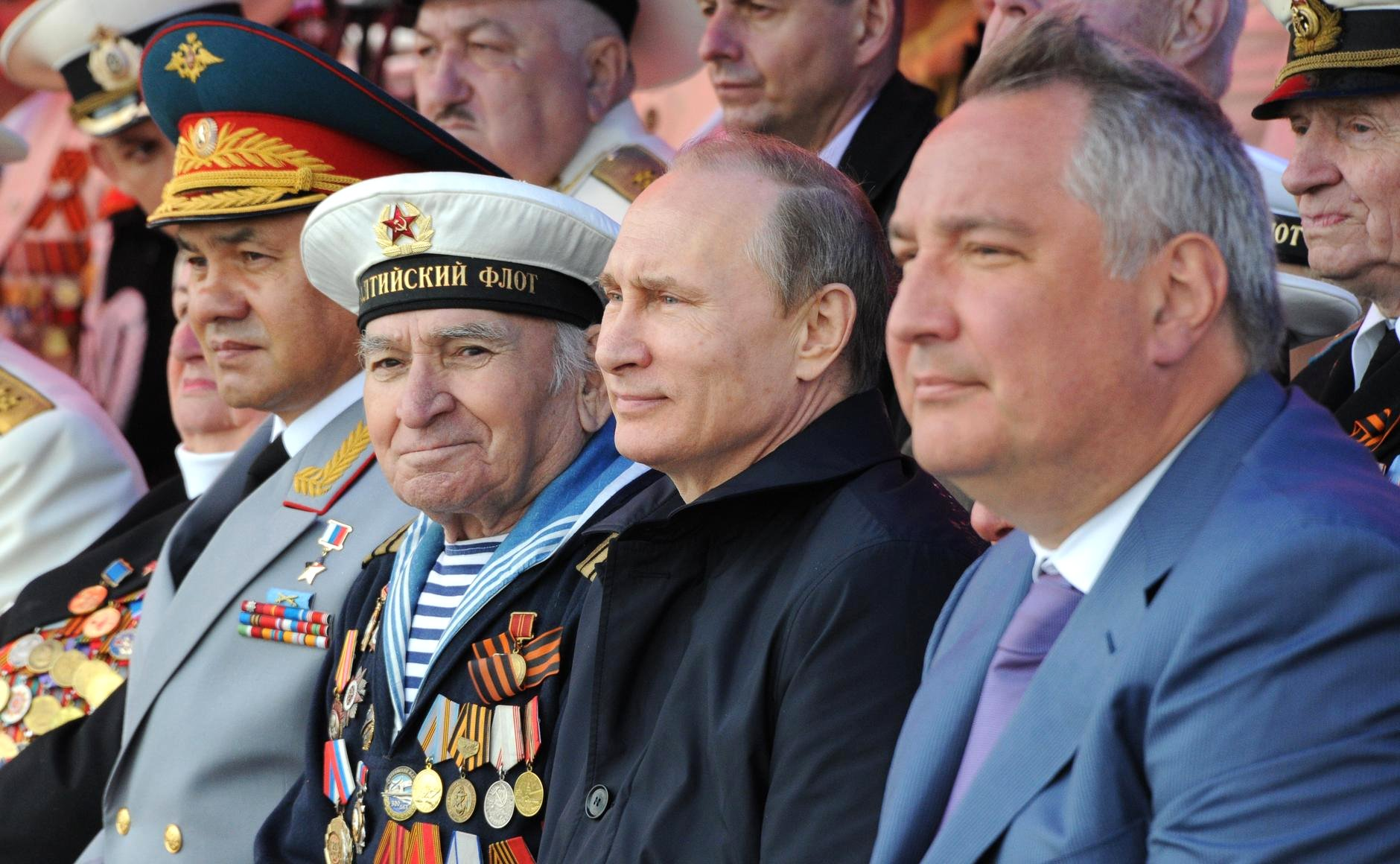
Dmitrij Rogozin med Vladimir Putin och Sergej Sjojgu (till vänster) vid Flottans dag i Baltijsk i Kaliningrad, 2015

Dmitrij Olegovitj Rogozin (ryska:  Дмитрий Олегович Рогозин), född 21 december 1963 i Moskva i Sovietunionen, är en rysk politiker.
Rogozin är son till en naturvetenskaplig forskare inom krigsmakten. Han avlade journalistexamen på Moskvauniversitetet 1986 samt examen i ekonomi 1988 vid Universitetet för Marxism–Leninism i Moskva. Han deltog som stridande på rebellsidan i Kriget om Transnistrien 1990–1992. Han har varit en uttalad företrädare för Transnistriens utträde ur Moldavien.

## Politikerkarriär
År 1993 blev Rogozin medlem i det nybildade partiet "Ryska gemenskapers kongress", vilket leddes av generalen Aleksandr Lebed. Han valdes 1997 in i Statsduman som ledamot från Voronezj oblast och drev i denna etniska ryssars rättigheter i de tidigare Sovjetrepublikerna. Han återvaldes 1999 till Statsduman och blev ordförande i utrikesutskottet. Efter att Lebed dött i en helikopterolycka 2002 blev Rogozin partiledare tillsammans med Sergej Glasjev i det som blev partiet Rodina ("Fosterlandet").
Rodina vann 9,2 procent av rösterna i 2003 års parlamentsval. Han blev ensam ledare 2004, och under Rogozin svängde Rodina långt till höger och blev det näst största partiet. Efter en rad kontroverser förbjöds han 2005 att stå som kandidat till Moskvaduman. Tidigt 2006 avgick Rogozin som partiledare sedan partiet fusionerat med "Ryska livspartiet" och "Ryska pensionärspartier för social rättvisa" för att bilda Rättvisa Ryssland.
Han blev 2008 Rysslands ambassadör vid NATO och i december 2011 en av vicepremiärministrarna i Ryska federationen fram till 2018.

## Roskosmos och senare
Dmitrij Rogozin var mellan maj 2018 och juli 2022 chef för den ryska rymdstyrelsen Roskosmos. Han efterträddes den 15 juli 2022 med omedelbar verkan av Jurij Borisov.
Efter Rysslands invasion av Ukraina 2022 framträdde Rogozin som militant företrädare för dem som ville krossa Ukraina. Han engagerade sig efter arbetet i Roskosmos hösten 2022 i vapentillförsel och -testning till de av Ryssland ockuperade områdena i Ukraina. Den 21 december 2022 firade han sin 59:e födelsedag på ett hotell i utkanten av Donetsk med bland andra Vitalij Chotsenko, ledaren för den självdeklarerade Folkrepubliken Donetsk. Han sårades där av splitter från precisionsstyrd ammunition, som avfyrats av ukrainska styrkor mot restaurangen.

## Privatliv
Rogozin gifte sig 1983 med Tatjana Gennadijevna Serebrjakova. Paret har sonen, ekonomen Aleksij Rogosin (född 1983).